# Сакуарема
Сакуарема (порт. Saquarema) — муниципалитет в Бразилии, входит в штат Рио-де-Жанейро. Составная часть мезорегиона Байшадас-Литоранеас. Входит в экономико-статистический микрорегион Лагус. Население составляет 63 232 человека на 2006 год. Занимает площадь 354,675 км². Плотность населения — 178,3 чел./км².
Праздник города — 8 мая.

## История
Город основан 8 мая 1841 года.

## Статистика
- Валовой внутренний продукт на 2003 год составляет 317 930 331,00 реалов (данные: Бразильский институт географии и статистики).
- Валовой внутренний продукт на душу населения на 2003 год составляет 5454,01 реалов (данные: Бразильский институт географии и статистики).
- Индекс развития человеческого потенциала на 2000 год составляет 0,762 (данные: Программа развития ООН).

## География
Климат местности: тропический.